# Cyphoma sedlaki
Cyphoma sedlaki är en snäckart som beskrevs av Ten Cate 1976. Cyphoma sedlaki ingår i släktet Cyphoma och familjen Ovulidae. Inga underarter finns listade i Catalogue of Life.